# Yu-Gi-Oh! GX
Yu-Gi-Oh! GX (遊☆戯☆王デュエルモンスターズGX Yū☆gi☆ō Dyueru Monsutāzu Jī Ekkusu) er en japansk animeserie fra 2004, instrueret af Hatsuki Tsuji og produceret af Nihon Ad Systems Inc (NAS). Serien fik sin TV-debut på TV Tokyo i Japan den 6. oktober 2004 og kørte frem til 26. marts 2008. Der er i alt lavet 180 afsnit. Serien blev første gang vist på dansk TV i 2006-07.
Seriens handling finder sted 10 år efter den originale serie. Serien handler om Jaden Yuki (Judai Yuki i den originale version), og hans venner Chumley og Syrus, som går på Duel Akademiet. Jaden drømmer om at blive den bedste duelist. Han er altid venlig, optimistisk og klar til at hjælpe sine kammerater - og derudover er han altid klar på en duel.
For at kunne komme ind på Duel Akademiet skal man igennem en eksamen/optagelsesprøve. Man duellerer imod en eksaminator og vinder man, består man. Duel Akademiet er opdelt på 3 gange; Obelisk Blue, Ra Yellow og Slifer Red. De er opdelt efter ens evner og karakterer. Obelisk Blue er den bedst rangerede gang mens Slifer Red er den lavest rangerede. Jaden er på Slifer Red.
Til optagelsesprøven skal Jaden op imod Dr. Vellian Crowler. Jaden og Crowler duellerer, som ender med en sejr til Jaden, hvilket vil sige at han består optagelsesprøven og kan komme ind på Duel Akademiet.

## Karakterer

### Jaden Yuki
- Jaden Yuki er hovedpersonen i Yu-Gi-Oh! GX! Han er en optimistisk, livsglad og eventyrlysten person, som elsker dueller mere end noget andet. Da han ankommer til Duel Akademiet bliver han sat i Slifer Red grundet hans dårlige karakterer. Her møder han også sine to venner samt værelseskammerater Syrus og Chumley.
- Hans deck er Elemental Hero.

### Syrus Truesdale
- Syrus er en af Jadens bedste venner samt værelseskammerat. I starten er han en person med meget lavt selvtillid, selvværd og nedgør tit sig selv. Jaden prøver at optimerer Syrus til at tro mere på sig selv og sine evner. Senere udvikler hans personlighed sig til det bedre og han får mere selvtillid og selvværd.

### Chumley Huffington
- Chumley er ligesom Syrus også en af Jaden's bedste venner samt værelseskammerater. Chumley har et stort temperament. Han er negativ, doven og generelt bare pessimistisk overfor alt og alle. Men derudover er han også meget støttende overfor hans to venner Jaden og Syrus.

### Alexis Rhodes
- Alexis er en af de få kvindelige hovedpersoner og duellanter i serien. Hun repræsenterer Obelisk Blue. Hun er stærk, charmerende og viljestærk. Selvom hun er en meget attraktiv kvinde, så er hun ikke interesseret i en kæreste, selvom hun har haft mange bejlere som forgæves har prøvet at vinde hendes hjerte - dog uden held.

### Chazz Princeton
- Chazz er en duelist fra Obelisk Blue samt Jaden's evige rival. Han er arrogant og selvisk og elsker at omtale sig selv i tredjeperson som "The Chazz". Han prøver at overgå alt og alle - især Jaden, og de to har haft mange dueller, men hvor alle dueller har resulteret i Jaden som vinder.

### Bastion Misawa
- Bastion er et intelligent og matematisk geni. Han har markeret hans kort samt værelsesvægge med matematiske formler, da han tror på at alting i livet sker af en grund. Bastion har i alt seks decks, som hver repræsenterer et element - dog er det kun hans JORD og VAND decks som ses i serien. Bastion bygger dog et syvende dæk inden hans duel mod Jaden for at blokerer Jadens mulighed for at bruge Polymerization.